# Industria en Brasil
La Industria en el Brasil es un fenómeno reciente comparado con otros países. Tuvo sus primeros pasos en el periodo colonial. Tomó un tiempo, sin embargo, para que pueda crecer significativamente en el inicio del siglo XIX mediante inversiones autónomas estimuladas por el periodo monárquico y principalmente para consolidarse y estructurarse a partir de la década de 1930 con las medidas políticas de los gobiernos de Getúlio Vargas y Juscelino Kubitschek. Hoy, el país es considerado uno de los países subdesarrollados más industrializados del mundo y ocupa el décimo quinto lugar en ese segmento a escala global.
Los esfuerzos del pasado generaron bienes de consumo e incluso tecnología de punta. Los principales tipos de industrias en el Brasil son la automotriz, petroquímica, de productos químicos, alimentaria, de minerales no metálicos, soja, textil, del vestido, metalúrgica y mecánica. En el Brasil, las áreas de comercio, salud, administración pública, los profesionales liberales, educación, servicios financieros, de comunicación, de transporte y otras están directamente ligadas a la industrial. Pero al mismo tiempo en que crece la industrialización del país, crecen sus impactos ambientales, produciendo mucha contaminación, la destrucción de ecosistemas y el declive de la biodiversidad nacional. Existen políticas públicas para el combate y disminución de esos impactos, aumenta la concientización ecológica incluso entre el empresariado y se han observado algunos progresos prácticos en ese sentido pero aún falta mucho por hacer en ese campo.
En el mismo sentido, la industrialización nunca se dio de manera homogénea a nivel nacional. El parque industrial brasileño actualmente está concentrado principalmente en los estados del centro-sur y las regiones metropolitanas aunque la extensión de la infraestructura de transportes, energía y comunicaciones ha aumentado en las últimas décadas para abarcar otras regiones inclusive en el interior de los estados. Esa desconcentración es una de las características actuales de la industrialización brasileña contemporánea: según el IBGE, la concentración en el sudeste bajó al 48% para las industrias.
En esa región, el estado más industrializado es São Paulo a pesar de que actualmente muchas nuevas unidades industriales se están instalando en las regiones sur, centro-oeste y nordeste. 